# Liste der Biografien/Due
Liste der Biografien |
Portal Biografien |
Personensuche
# |
A |
B |
C |
D |
E |
F |
G |
H |
I |
J |
K |
L |
M |
N |
O |
P |
Q |
R |
S |
T |
U |
V |
W |
X |
Y |
Z |
?
 
Da |
Db |
Dc |
Dd |
De |
Dg |
Dh |
Di |
Dj |
Dk |
Dl |
Dm |
Dn |
Do |
Dq |
Dr |
Ds |
Du |
Dv |
Dw |
Dy |
Dz
 
Dua |
Dub |
Duc |
Dud |
Due |
Duf |
Dug |
Duh |
Dui |
Duj |
Duk |
Dul |
Dum |
Dun |
Duo |
Dup |
Duq |
Dur |
Dus |
Dut |
Duu |
Duv |
Duw |
Dux |
Duy |
Duz
Die Liste der Biografien führt alle Personen auf, die in der deutschsprachigen Wikipedia einen Artikel haben. Dieses ist eine Teilliste mit 84 Einträgen von Personen, deren Namen mit den Buchstaben „Due“ beginnt.

## Due
- Düe, Anne (* 1982), deutsche Schauspielerin und SynchronsprecherinAnne Düe (* 1982)

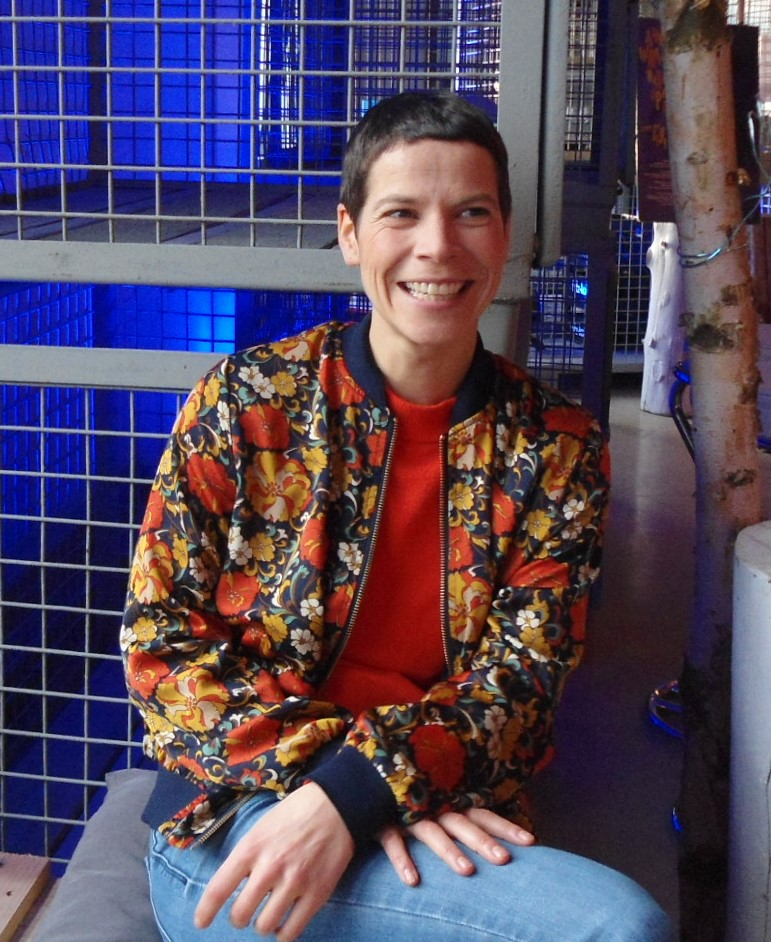
Anne Düe (* 1982)

- Due, Frederik (1796–1873), norwegischer Offizier und Politiker
- Due, Henrik Adam (1891–1966), amerikanisch-norwegischer Violinist und Musikpädagoge
- Due, Jan (* 1942), dänischer Gastronom, Pilot und Schauspieler
- Due, Louise Bager (* 1982), dänische Handballspielerin
- Due, Ole (1875–1925), dänischer Maler
- Due, Patricia Stephens (1939–2012), US-amerikanische Bürgerrechtlerin
- Due, Paul (1835–1919), norwegischer Architekt
- Due, Peter (* 1947), dänischer Segler
- Due, Steen (1898–1974), dänischer Hockeyspieler
- Due, Thomas (* 1971), norwegischer Curler
- Due-Boje, Christian (* 1966), schwedischer Eishockeyspieler
- Due-Boje, Katarina (* 1958), schwedische Squashspielerin

### Dueb
- Dueball, Felix (1880–1970), deutscher Gospieler
- Dueball, Jürgen (1943–2002), deutscher Schach-, Go- und Bridgespieler

### Duec
- Dueck, Gunter (* 1951), deutscher Mathematiker
- Dueck, Tyler (* 1986), kanadischer Rennfahrer

### Dueh
- Duehring, Cindy (1962–1999), US-amerikanische MCS-Aktivistin
- Duehring, Jasmin (* 1992), kanadische Radrennfahrerin

### Duek
- Duek, Michael (* 1999), argentinisch-amerikanischer Pokerspieler

### Duel
- Duel, Pete (1940–1971), US-amerikanischer SchauspielerPete Duel (1940–1971)

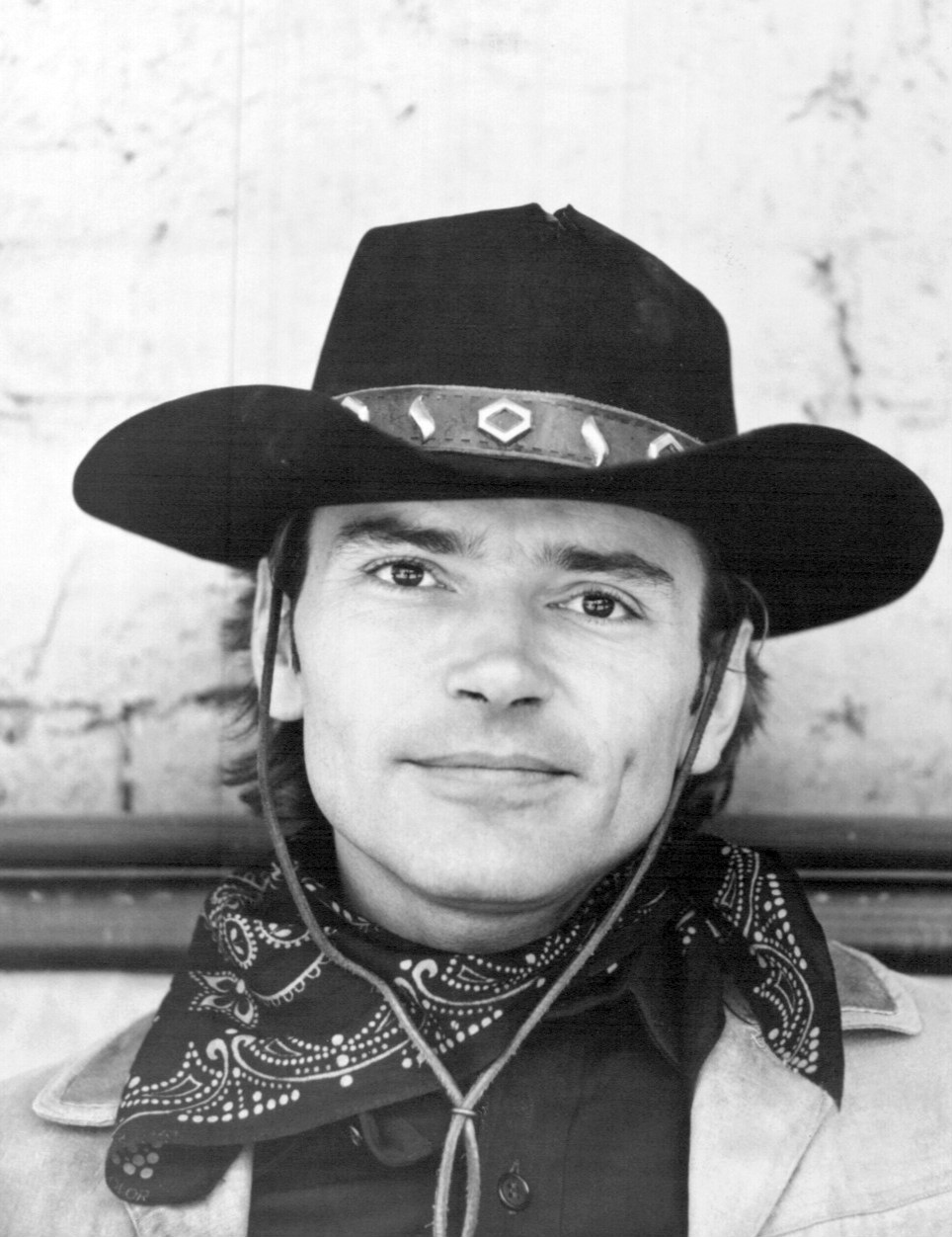
Pete Duel (1940–1971)

- Duelacher, Martin († 1559), Abt des Stiftes Rein, ernannter Bischof von Wiener Neustadt
- Duell, Helmut (* 1942), deutscher Handballspieler und Hochschullehrer
- Duell, R. Holland (1824–1891), US-amerikanischer Jurist und Politiker
- Duell, Randall (1903–1992), US-amerikanischer Artdirector, Szenenbildner und Architekt
- Duell, William (1923–2011), US-amerikanischer Schauspieler und Sänger
- Duell-Maler, griechischer Vasenmaler
- Duella, Mario, italienischer Organist
- Duellius, Raimund (1694–1769), Augustinerchorherr und katholischer Theologe
- Duellman, William E. (1930–2022), US-amerikanischer Herpetologe
- Duelund, Mikkel (* 1997), dänischer Fußballspieler

### Duen
- Dueña y Cisneros, Francesc Antoni de la (1753–1821), Bischof von Urgell
- Dueñas de Galarza, Jorge (* 1962), spanischer Handballspieler und Handballtrainer
- Dueñas Díaz, Francisco (1810–1884), Politiker in El Salvador
- Dueñas Pulido, Antonio (* 1940), mexikanischer Botschafter
- Dueñas, Edgar (* 1983), mexikanischer Fußballspieler
- Dueñas, Jesús (* 1989), mexikanischer Fußballspieler
- Dueñas, Lola (* 1971), spanische Schauspielerin
- Dueñas, María (* 1964), spanische Schriftstellerin
- Dueñas, María (* 2002), spanische Geigerin und KomponistinMaría Dueñas (* 2002)

María Dueñas (* 2002)

- Dueñas, Moisés (* 1981), spanischer Radrennfahrer
- Dueñas, Roberto (* 1975), spanischer Basketballspieler
- Duenkel, Virginia (* 1947), US-amerikanische Schwimmerin
- Dueño Colón, Braulio (1854–1934), puerto-ricanischer Komponist
- Duensing, Erich (1905–1982), deutscher Polizist, Polizeipräsident von West-Berlin (SPD)
- Duensing, Frieda (1864–1921), deutsche Sozialfürsorgerin und Pionierin der modernen Jugendfürsorge
- Duensing, Georg (* 1933), deutscher Meteorologe und Politiker (CDU), MdL
- Duensing, Hugo (1877–1961), deutscher Orientalist und Theologe
- Duensing, Jürgen (* 1941), deutscher Autor

### Duer
- Duer Miller, Alice (1874–1942), US-amerikanische Schriftstellerin, Dichterin und Feministin
- Duer, William (1747–1799), US-amerikanischer Rechtsanwalt, Bodenspekulant und Politiker
- Duer, William (1805–1879), US-amerikanischer Rechtsanwalt und Politiker (Whig Party)
- Duerbeck, Hilmar W. (1948–2012), deutscher Astronom
- Duercant, Marrigje (1601–1665), niederländische Siedlerin
- Duerden, Susan (* 1978), britische Schauspielerin und Hörbucherzählerin
- Duerig, Georg (1823–1905), deutscher Forstmeister und Politiker, MdR
- Duerinck, Nils (* 1984), belgischer Leichtathlet
- Duering, Carl (1923–2018), deutsch-britischer Schauspieler
- Duering, Julius von (1819–1894), deutscher Politiker
- Duerk, Alene B. (1920–2018), US-amerikanische MilitärpersonAlene B. Duerk (1920–2018)

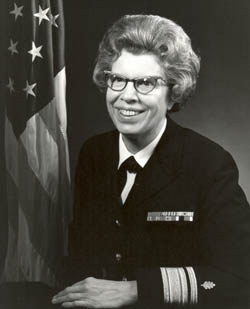
Alene B. Duerk (1920–2018)

- Düerkop, Wilhelm (1928–2019), deutscher Kunstflieger
- Duerloo, Louis (1910–1977), belgischer Radrennfahrer
- Duerr, Benjamin (* 1988), deutsch-niederländischer Diplomat, Völkerrechtler und Publizist
- Duerr, Hans Peter (* 1943), deutscher Ethnologe und Kulturhistoriker
- Duerst, Johann (1876–1950), deutscher Agrarwissenschaftler und Zoologe

### Dues
- Duesberg, August (1867–1922), deutscher Violinist und Musikpädagoge
- Duesberg, Daniel (1902–1944), belgischer römisch-katholischer Geistlicher und Märtyrer
- Duesberg, Franz von (1793–1872), deutscher Jurist und Politiker
- Duesberg, Natalie (1872–1936), Konzertpianistin und Klavierlehrerin
- Duesberg, Nora (1895–1982), österreichische Violinistin und Konzertmeisterin
- Duesberg, Peter (* 1936), deutscher Virologe und AIDS-Leugner
- Duesberg, Richard (1903–1968), deutscher Mediziner und Hochschullehrer
- Duesberg, Theodor (1837–1891), preußischer Verwaltungsbeamter, Politiker (Deutsche Reichspartei), MdR
- Duesenberry, James (1918–2009), US-amerikanischer Ökonom
- Duesing, Dale (* 1947), US-amerikanischer Opernsänger (Bariton) und Regisseur
- Duesmann, Markus (* 1969), deutscher Automobilmanager und Vorsitzender des Vorstands von AudiMarkus Duesmann (* 1969)

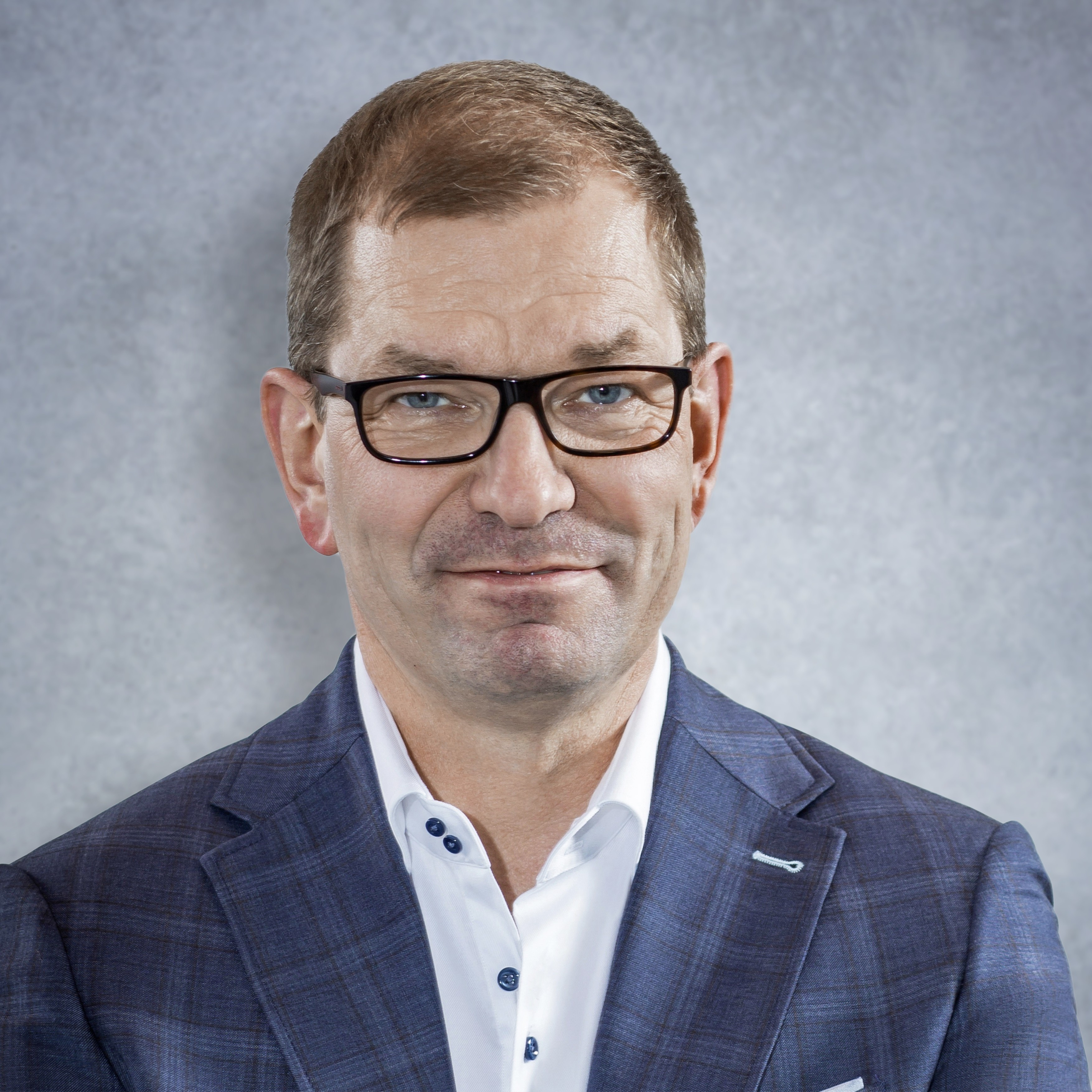
Markus Duesmann (* 1969)

- Duestad, Jeanette Hegg (* 1999), norwegische Sportschützin
- Duesterberg, Georg (1903–1990), deutscher Jurist und Widerstandskämpfer
- Duesterberg, Theodor (1875–1950), Spitzenfunktionär in der Weimarer Republik; Vorsitzender des Stahlhelmbundes
- Duesterdiek, Chris, kanadischer Tontechniker

### Duet
- Duetz, Annette (* 1993), niederländische Regattaseglerin

### Duez
- Duez, Henri (1937–2025), französischer Radrennfahrer
- Duez, Marc (* 1957), belgischer Automobilrennfahrer
- Duëz, Nathanaël (* 1609), französischer Sprachmeister, Lexikograf und Grammatiker, Romanist und Italianist